# Font de Meler
La font de Meler és una font del terme municipal d'Abella de la Conca, a la comarca del Pallars Jussà situada a 1.315 metres d'altitud, a migdia de l'Estimat de Martí i a llevant de l'Estimat de Miquela, al sud-oest de l'Assossiada i a ponent de Vilarenc. És a prop i a ponent del lloc on hi ha les restes de Casa Meler.

La font de Meler, respecte del terme d'Abella de la Conca

## Etimologia
Deu el nom a la casa que tenia a prop, i a la qual subministrava aigua. És, doncs, un topònim romànic descriptiu modern.